# هپی مدیسون پروداکشنز
هپی مدیسون پروداکشنز (انگلیسی: Happy Madison Productions) استودیو ساخت فیلم آمریکایی می‌باشد که توسط آدام سندلر تأسیس شد؛ که به ساخت فیلم کمدی شناخته می‌شود.

## فیلم شناسی
| سال  | فیلم                               | کارگردان                    | توزیع کننده                                    | بودجه        | فروش (جهانی) |
| ---- | ---------------------------------- | --------------------------- | ---------------------------------------------- | ------------ | ------------ |
| ۱۹۹۹ | دوس بیگالو: ژیگولوی مرد            | مایک میچل (کارگردان)        | استودیو سینمایی والت دیزنی (تاچ‌استون پیکچرز)   | $۱۷ میلیون   | $۹۲٬۹۳۸٬۷۵۵  |
| ۲۰۰۰ | نیکی کوچولو                        | استیون بریل (نمایشنامه‌نویس) | نیو لاین سینما                                 | $۸۵ میلیون   | $۵۸٬۲۹۲٬۲۹۵  |
| ۲۰۰۱ | حیوان (فیلم)                       | لوک گرینفیلد                | کلمبیا پیکچرز                                  | $۴۷ میلیون   | $۸۴٬۷۷۲٬۷۴۲  |
| ۲۰۰۱ | Joe Dirt                           | دنی گوردن                   | کلمبیا پیکچرز                                  | $۱۷٫۷ میلیون | $۳۰٬۹۸۷٬۶۹۵  |
| ۲۰۰۲ | آقای دیدز                          | استیون بریل                 | کلمبیا پیکچرز                                  | $۵۰ میلیون   | $۱۷۱٬۲۶۹٬۵۳۵ |
| ۲۰۰۲ | The Master of Disguise             | Perry Andelin Blake         | کلمبیا پیکچرز                                  | $۱۶ میلیون   | $۴۳٬۴۱۱٬۰۰۱  |
| ۲۰۰۲ | Eight Crazy Nights                 | Seth Kearsley               | کلمبیا پیکچرز                                  | $۳۴ میلیون   | $۲۳٬۸۳۳٬۱۳۱  |
| ۲۰۰۲ | دختران داغ                         | تام بریدی (کارگردان)        | Buena Vista Pictures (Touchstone Pictures)     | $۳۴ میلیون   | $۵۴٬۶۳۹٬۵۵۳  |
| ۲۰۰۳ | مدیریت خشم (فیلم)                  | پیتر سگال                   | کلمبیا پیکچر                                   | $۷۵ میلیون   | $۱۹۵٬۷۴۵٬۸۲۳ |
| ۲۰۰۳ | Dickie Roberts: Former Child Star  | Sam Weisman                 | پارامونت پیکچرز                                | $۱۷ میلیون   | $۲۳٬۷۹۴٬۶۴۸  |
| ۲۰۰۴ | ۵۰ قرار اول                        | Peter Segal                 | کلمبیا پیکچر                                   | $۷۵ میلیون   | $۱۹۶٬۴۸۲٬۸۸۲ |
| ۲۰۰۵ | طولانی‌ترین فاصله                   | Peter Segal                 | Paramount Pictures/کلمبیا پیکچر                | $۸۲ میلیون   | $۱۹۰٬۳۲۰٬۵۸۸ |
| ۲۰۰۵ | دوس بیگالو: ژیگولوی اروپایی        | Mike Bigelow                | کلمبیا پیکچر                                   | $۲۲ میلیون   | $۴۵٬۱۰۹٬۵۶۱  |
| ۲۰۰۶ | Grandma's Boy                      | نیکولاس گوسن                | فاکس قرن بیستم                                 | $۵٫۵ میلیون  | $۳۷٬۸۵۶٬۹۹۱  |
| ۲۰۰۶ | The Benchwarmers                   | دنیس داگن                   | کلمبیا پیکچر                                   | $۳۳ میلیون   | $۶۴٬۹۵۷٬۲۹۱  |
| ۲۰۰۶ | کلیک (فیلم ۲۰۰۶)                   | فرانک کوراکی                | کلمبیا پیکچر                                   | $۸۲٫۵ میلیون | $۲۳۷٬۶۸۱٬۲۹۹ |
| ۲۰۰۷ | اکنون شما را چاک و لری اعلام می‌کنم | دنیس دوگان                  | یونیورسال استودیوز                             | $۸۵ میلیون   | $۱۸۶٬۰۷۲٬۲۱۴ |
| ۲۰۰۷ | بر من حکمرانی کن                   | مایک بایندر                 | کلمبیا پیکچر                                   | $۲۰ میلیون   | $۲۲٬۲۲۲٬۳۰۸  |
| ۲۰۰۸ | Strange Wilderness                 | فرانک ولف                   | Paramount Pictures                             | $۲۰ میلیون   | $۶٬۹۶۴٬۷۳۴   |
| ۲۰۰۸ | The House Bunny                    | فرانک ولف                   | کلمبیا پیکچر                                   | $۲۵ میلیون   | $۷۰٬۴۴۲٬۹۴۰  |
| ۲۰۰۸ | تو حریف زوهان نمی‌شی                | دنیس دوگان                  | کلمبیا پیکچر                                   | $۹۰ میلیون   | $۲۰۱٬۸۰۲٬۸۹۱ |
| ۲۰۰۸ | داستان‌های زمان خواب (فیلم ۲۰۰۸)    | آدام شنکمن                  | استودیو سینمایی والت دیزنی (والت دیزنی پیکچرز) | $۸۰ میلیون   | $۲۱۲٬۸۷۴٬۴۴۲ |
| ۲۰۰۹ | پل بلارت: پلیس بازار               | Steve Carr                  | کلمبیا پیکچر                                   | $۲۶ میلیون   | $۱۸۳٬۲۹۳٬۱۳۱ |
| ۲۰۰۹ | The Shortcut                       | نیکولاس گوسن                | Anchor Bay Entertainment                       | $۵ میلیون    | N/A          |
| ۲۰۰۹ | آدم‌های بامزه                       | جاد اپتاو                   | Universal Pictures/کلمبیا پیکچر                | $۷۵ میلیون   | $۷۱٬۵۸۵٬۲۳۵  |
| ۲۰۱۰ | بزرگ‌شده‌ها                          | دنیس دوگان                  | کلمبیا پیکچر                                   | $۸۰ میلیون   | $۲۷۱٬۴۱۹٬۲۵۱ |
| ۲۰۱۱ | فقط باهاش کنار بیا                 | دنیس دوگان                  | کلمبیا پیکچر                                   | $۸۰ میلیون   | $۲۱۴٬۹۴۵٬۵۹۱ |
| ۲۰۱۱ | نگهبان باغ‌وحش (فیلم)               | فرانک کوراکی                | کلمبیا پیکچر                                   | $۸۰ میلیون   | $۱۶۹٬۸۵۲٬۷۵۹ |
| ۲۰۱۱ | باکی لارسون: تولد برای ستاره بودن  | تام بریدی (کارگردان)        | کلمبیا پیکچر                                   | $۱۰ میلیون   | $۲٬۵۲۹٬۳۹۵   |
| ۲۰۱۱ | جک و جیل                           | دنیس دوگان                  | کلمبیا پیکچر                                   | $۷۹ میلیون   | $۱۴۹٬۶۷۳٬۷۸۸ |
| ۲۰۱۲ | That's My Boy                      | شان آندرس                   | کلمبیا پیکچر                                   | $۷۰ میلیون   | $۵۷٬۷۱۹٬۰۹۳  |
| ۲۰۱۲ | اینم از پول                        | فرانک کوراکی                | کلمبیا پیکچر                                   | $۴۲ میلیون   | $۷۳٬۱۰۰٬۱۷۲  |
| ۲۰۱۳ | بزرگ‌شده‌ها ۲                        | دنیس دوگان                  | کلمبیا پیکچر                                   | $۸۰ میلیون   | $246,645,494 |
| ۲۰۱۴ | مخلوط (فیلم)                       | فرانک کوراکی                | برادران وارنر                                  | $۴۰ میلیون   | $۱۲۶٬۷۹۴٬۶۱۰ |
| ۲۰۱۵ | پل بلارت: پلیس بازار ۲             | اندی فیکمن                  | کلمبیا پیکچر                                   | $۳۰ میلیون   | $۱۰۳٬۷۰۰٬۰۰۰ |
| ۲۰۱۵ | Joe Dirt 2: Beautiful Loser        | فرانک ولف                   | Crackle                                        | N/A          | N/A          |
| ۲۰۱۵ | پیکسل‌ها (فیلم ۲۰۱۵)                | کریس کلمبوس (فیلم‌ساز)       | کلمبیا پیکچر                                   | $۸۸ میلیون   | $۲۴۳٬۷۰۰٬۰۰۰ |
| ۲۰۱۵ | مضحک ۶                             | فرانک کوراکی                | نت‌فلیکس                                        | $۶۰ میلیون   | N/A          |
| ۲۰۱۶ | دو اور                             | استیون بریل                 | نت‌فلیکس                                        | N/A          | N/A          |
| ۲۰۱۷ | سندی وکسلر                         | استیون بریل                 | نت‌فلیکس                                        | N/A          | N/A          |
| TBA  | Untitled animated feature          | TBA                         | اس‌تی‌ایکس اینترتینمنت                           | N/A          | N/A          |